# جان باسبارتو
جان باسبارتو (بالفرنسية: Jan Passpartout)‏ هو شخصية خيالية وشخصية رئيسية في الرواية الشهيرة حول العالم في 80 يوم للكاتب الفرنسي جول فيرن، اسمه حرفيا يعني بالفرنسية «يذهب إلى كل مكان» أو ممكن أن يعني «مفتاح الهيكل العظمي» وهو أحد أنواع المفاتيح. هو الشخصية الرئيسية الثانية في الرواية إلى جانب فيلياس فوج. ظهرت الشخصية أول مرة في عام 1873، وهو تاريخ نشر الرواية.